# Baldios - Guerreiros do Espaço
Baldios — Guerreiros do Espaço (宇宙戦士バルディオス, Uchū Senshi Barudiosu) é um anime de mechas produzido pela Ashi Productions, sendo que o filme da série foi distribuído pela Toei Animation em 1981, esse possui uma forte referência a problemas ambientais.  Muitos dos episódios principais foram unidos e lançados como um "filme" nos Estados Unidos: "Space Warriors: Battle for Earth Station S/1." O nome do mecha Baldios manteve-se inalterado, embora tenha desempenhado um papel surpreendentemente pequeno no filme que foi criado. Na Itália, a série de televisão e longa-metragem foram exibidos sob o nome de: "Baldios, Il Guerriero dello Spazio". Em Cuba, uma outra versão do longa-metragem foi lançada nos cinemas, incluindo muitas das perturbadoras cenas de carnificina que haviam sido removidas da versão americana, sob o nome de Yaltus. Entretanto, essa versão também teve alguns conteúdos sexuais deletados. Hoje, a versão mais completa do filme é a do  DVD japonês da série.
Baldios foi exibido pela TV Manchete nos anos 1980 como minissérie (o filme foi dividido em 5 parte ou capítulos).